# Stazione di Barking Riverside
La stazione di Barking Riverside è una stazione della ferrovia Gospel Oak-Barking situata nel quartiere di Barking, nel borgo londinese di Barking e Dagenham.

## Storia
La stazione è stata progettata per servire l'area di riqualificazione urbana omonima ed è stata costruita nell'ambito di una estensione della ferrovia Gospel Oak-Barking verso sud dalla stazione di Barking. L'estensione corre in parte sui binari già esistenti della ferrovia Londra-Tilbury-Southend e in parte su 1,5 km di nuovo binario. È stata aperta il 18 luglio 2022.
In precedenza la Transport for London aveva valutato diverse alternative per servire la zona, tra le quali una estensione della Docklands Light Railway fino a Dagenham Dock, progetto cancellato nel 2008, un prolungamento della Linea Hammersmith & City fino alla stazione di Grays, servizi di autobus su corsie dedicate, e una nuova stazione a Renwick Road. Nel 2014 fu presa la decisione di estendere invece la ferrovia Gospel Oak-Barking.
I lavori per la costruzione della stazione sono iniziati verso la fine del 2018. L'apertura era originariamente prevista per il dicembre 2021. Il completamento è stato ritardato dalla pandemia di COVID-19 e dalla necessità di spostare alcune linee di servizi di pubblica utilità nell'area.
La stazione è di proprietà della Transport for London; la gestione è stata affidata alla London Overground.

## Sviluppi futuri
Sono state avanzate proposte per un ulteriore prolungamento della linea attraverso il Tamigi fino a una nuova stazione a Thamesmead e di qui fino ad Abbey Wood per collegarsi con la linea Elizabeth.

## Strutture e impianti
La stazione ha due binari e due piattaforme. Non c'è una biglietteria, ma solo macchine emettitrici automatiche. La stazione dispone di personale in servizio durante le ore di funzionamento, di bagni e di una sala d'attesa. Le piattaforme sono accessibili a passeggeri con disabilità.
Si trova nella Travelcard Zone 4.

## Movimento
La stazione è servita dalla linea Suffragette della London Overground, erogata da Arriva Rail London per conto di Transport for London.

## Interscambi
La stazione fornisce un interscambio con i servizi di trasporto fluviale della London River Services gestiti da Thames Clippers, che qui trovano la loro estremità orientale.
Nelle vicinanze della stazione effettuano fermata alcune linee automobilistiche, gestite da London Buses.
- Barking Riverside Pier
- Fermata autobus